# Paul Williams (évêque)
Pour les articles homonymes, voir Paul Williams.
Paul Gavin Williams, né le 16 janvier 1968 à Weston-super-Mare, est un évêque anglican britannique. Il est évêque de Kensington, suffragant régional du diocèse de Londres, de 2009 à 2015 et de Southwell et Nottingham depuis mai 2015.

## Jeunesse
Paul Williams est le fils de Bryan et Heather Williams et passe sa jeunesse dans le Somerset, où il poursuit ses études à la Court Fields School, une école polyvalente de Wellington, et au Richard Huish College, une université de sixième à Taunton. Il étudie la théologie au Grey College de Durham et obtient un baccalauréat ès arts (BA) en 1989. Il se prépare au ministère à Wycliffe Hall, Oxford, un collège théologique évangélique anglican. La mère de Paul Williams, Heather, est l'une des premières femmes à être ordonnée prêtre à la cathédrale de Wells en 1994. Son père est ingénieur électricien.

## Ministère ordonné
Paul Williams est ordonné diacre à Petertide le 28 juin 1992 par David Hope, évêque de Londres, à la cathédrale Saint-Paul  et ordonné prêtre en 1993. Il est vicaire à St James avec St Matthew's Muswell Hill (1992–1995) puis vicaire associé à Christ Church, Clifton à Bristol (1995–1999) avant de devenir recteur de St James's Gerrards Cross avec Fulmer (1999–2009). Pendant ce temps, l'église connait une croissance considérable, avec six services dominicaux allant du contemporain au choral traditionnel; également un ministère pionnier pour les enfants avec des arts créatifs. Paul Williams est chanoine honoraire de Christ Church, Oxford de 2007 à 2009.
Paul Williams est consacré évêque le 25 mars 2009 par Rowan Williams, archevêque de Cantorbéry, à la cathédrale Saint-Paul de Londres ,. De 2009 à 2015, il est évêque de Kensington, évêque régional du diocèse de Londres. Parallèlement à sa supervision de 130 églises dans l'ouest de Londres, il a également la responsabilité diocésaine de la formation au ministère et du développement du leadership. Le 11 mai 2015, l'élection canonique de Paul Williams comme évêque de Southwell et Nottingham est confirmée . Il est installé comme évêque diocésain lors d'un service d'inauguration le 27 juin 2015 à Southwell Minster .
Il est membre de la Chambre des lords depuis le 13 juin 2022.

## Vie privée
Paul épouse Sarah Cossham en février 1997 à Clifton; ils sont les parents de trois fils.